# Імад ед Дін Зенгі
Імад ед Дін Зенгі (Зангі) (1086, Халеб — 11 вересня 1146, біля фортеці Джабар, Сирія) — емір Халеба та Мосула.

## Біографія

Володарювання Зангі в 1146 г.(позначено зеленим кольором)

Батько — Ак-Сонкур, воєначальник сельджуцького султана Малик-шаха. У 1086—1094 роках був намісником шаха в Халебі.
 З 1118 року Імад ед Дін Зенгі брав участь у боротьбі за владу між представниками роду Сельджуків. Декілька разів переходив на бік ворога. Згодом перейшов на службу до іракського султана Махмуда. У 1127 році отримав грамоту від султана, згідно з якою став володарем Північної Сирії та Джазири (з Мосулом і Халебом).
На той час хрестоносці заволоділи всім морським узбережжям. Дамаск був під загрозою нападу Єрусалимського Королівства, графства Едеса, а також Антиохії. У 1127 році Зенгі захопив аль-Джазират і Нисибін, згодом — Синджар і Харан. У липні 1128 року, перейшов Євфрат і захопив Халеб. У 1137 році підступив до Барина. Тодішній правитель міста, граф Триполітанський Раймунд, об'єднався з королем Єрусалимським Фулько. Король зібрав військо і вирушив на допомогу містові. Зенгі розгромив це військо. Лише Фулько та ще декілька лицарів змогли втекти до Барину. Фулько здав місто еміру за умови вільного проходу.
1139 року Зенгі заволодів Баальбеком. Правителем міста він призначив одного зі своїх помічників, курда Наджм ед Діна Аюуба (батька відомого Салах ед Діна).
У листопаді 1144 року, скориставшись відсутністю графа Жослена, Зенгі оточив місто Едеса. 14 грудня 1144 року мусульмани захопили місто, почали вбивати християн. Зенгі наказав відпустити всіх полонених, звелів воїнам ввічливо ставитися до жителів. Взяття Едеси прославило Зенгі як «борця за віру» серед мусульман.
11 вересня 1146 року Імад ед Дін Зенгі був вбитий своїм рабом у таборі біля фортеці Джабар.